# Sylvia Fein
Sylvia Fein (Milwaukee, 20 de novembro de 1919 – Califórnia, 1 de abril de 2024) foi uma pintora e autora surrealista norte-americana. Inspirada pelo quattrocento, Fein pintou em têmpera de ovo, que ela mesma fez. Ela estudou pintura na Universidade de Wisconsin-Madison, onde se tornou parte de um grupo de pintores realistas mágicos, incluindo Gertrude Abercrombie, Marshall Glasier, John Wilde, Dudley Huppler e Karl Priebe. Um jornal a descreveu como "a principal pintora feminina de Wisconsin". A partir da década de 1940, Fein viveu por um tempo no México, depois na área da Baía de São Francisco, na Califórnia, eventualmente se estabelecendo na cidade de Martinez. Seu 100º aniversário foi marcado com uma exposição em sua alma mater, a Universidade da Califórnia em Berkeley.